# Франк Кемъни
Франклин Едуард „Франк“ Кемъни (на английски: Franklin Edward "Frank" Kameny) е сред най-значимите фигури на американското движение за равноправие на гей хората.
Заради хомосексуалността си е уволнен от поста си астроном в картографската служба на армията на САЩ през 1957 г.. Това е повод да се превърне в активист за равноправието на гей хората, който вдъхновява „нов период на борбеност в движението за права на хомосексуалните в началото на 60-те“.
Заедно с Хари Хей, Кемъни е и един от основателите на Обществото Маташин — една от първите хомофилски/хомосексуални организации. С Барбара Гитингс участва в първите демонстрации срещу дискриминацията спрямо гей хората в сферата на заетостта от страна на федералното правителство на САЩ. Той е един от активистите, поставили през 1972 г. пред Американската психиатрична асоциация искането хомосексуалността да бъде премахната като психично разстройство от професионалната диагностична система.